# Somxay Keohanam
Somxay Keohanam (* 27. Juli 1998 in Champasak) ist ein laotischer Fußballspieler.

## Karriere

### Verein
Somxay Keohanam stand von 2015 bis 2017 in der laotischen Hauptstadt Vientiane beim Ezra FC unter Vertrag. 2018 wechselte er zum Young Elephants FC. Der Verein, der ebenfalls in der Hauptstadt beheimatet ist, spielt in der ersten Liga des Landes, der Lao Premier League. 2020 und 2022 gewann er mit den Elephants den Lao FF Cup. Am Ende der Saison 2022 und 2023 feierte er mit dem Verein den Gewinn der laotischen Meisterschaft.

### Nationalmannschaft
Somxay Keohanam spielt seit 2017 für die laotische Nationalmannschaft. Bisher bestritt er 13 Länderspiele.

## Erfolge
Young Elephants FC
- Laotischer Meister: 2022, 2023
- Laotischer Pokalsieger: 2020, 2022